# 諸星澄子
諸星 澄子（もろぼし すみこ、1932年(昭和7年)6月21日 - ）は、日本の作家。
神奈川県平塚市生まれ。本姓・加藤。慶應義塾大学経済学部卒。夫は作家の加藤善也。1964年『小説と詩と評論』に載せた「電気計算機のセールスマン等」で直木賞候補。1966年『虫係一件』が第2回作家賞を受賞。以後、ジュニアノベル作家として活動した。

## 著書
- 『傷のあるモナリザ』集英社コバルト・ブックス、1968
- 『白百合の祈り』集英社コバルト・ブックス、1968 のち文庫
- 『幸福に散った人』集英社コバルト・ブックス、1969 のち文庫
- 『めぐりあう星』集英社コバルト・ブックス、1969
- 『会う日ふたたび』偕成社少女小説シリーズ、1970
- 『蔵王絶唱』立風書房、1970 のち集英社文庫コバルト - 1974年映画化、高橋洋子主演
- 『砂と海の合唱』集英社コバルト・ブックス、1970
- 『光と影の花園』集英社コバルト・ブックス、1970 のち文庫
- 『若いこだま』集英社コバルト・ブックス、1970
- 『若者たちの明日』集英社コバルト・ブックス、1970
- 『今はむなし、彩子に花束を』集英社コバルト・ブックス、1971 のち文庫
- 『心さわぐ青春のとき』集英社 1971、のち文庫
- 『素足の天使』集英社コバルト・ブックス、1971
- 『青春の掟』集英社コバルト・ブックス、1972 のち文庫
- 『青春の白い峰』集英社コバルト・ブックス、1972
- 『花の沈黙』集英社コバルト・ブックス、1973
- 『見えない太陽』集英社コバルト・ブックス、1974
- 『若者たちの夜明け』旺文社ノベルス、1975
- 『奇跡の人ヘレン・ケラー』集英社 モンキー文庫、1978
- 『誘拐者 本格ミステリー』講談社ノベルス、1983
- 『欲望の森』有楽出版社、1991
- 『人妻盛り』有楽出版社、1992

### 再話
- 『少女記者ペギー』エンマ・バグビー（英語版） 原作 集英社 マーガレット文庫 世界の名作、1977
- 『少年少女世界文学全集 国際版 第5巻 若草物語』オルコット原作 藤沢美枝子訳 諸星文 小学館、1977
- 『少年少女世界文学全集 国際版 第25巻 愛の四姉妹』オルコット原作 徳木とも子訳 諸星文 小学館、1978

## 参考
- 『文藝年鑑2011』
- 直木賞のすべて - ウェイバックマシン（2000年12月17日アーカイブ分）